# Euxoa obsoleta
Euxoa obsoleta là một loài bướm đêm trong họ Noctuidae.